# Cystostereum kenyense
Cystostereum kenyense är en svampart som beskrevs av Hjortstam 1987. Cystostereum kenyense ingår i släktet Cystostereum och familjen Cystostereaceae.   Inga underarter finns listade i Catalogue of Life.